# Alla scoperta della vita
Alla scoperta della vita (in russo Познавая белый свет?, Poznavaâ belyj svet) è un film del 1979 diretto da Kira Muratova.

## Trama
La vicenda si svolge in Siberia. Michail, un camionista ucraino di Žytomyr, soccorre i passeggeri di un'automobile che si è impantanata nel fango. Due dei passeggeri, Ljuba e Nikolaj, chiedono a Michail un passaggio per poter raggiungere una località, fino a poco tempo prima disabitata, dove è stata avviata la costruzione di una grande industria di prefabbricati: vi si svolgerà un matrimonio collettivo fra i giovani lavoratori sovietici immigrati e Ljuba ha il compito di rivolgere ai novelli sposi un pubblico augurio di felicità. Michail, un giovane timido con i capelli lunghi e claudicante (ha perso un piede in un incidente), suscita la gelosia di Nikolaj, il compagno di Ljuba.
La località dove si svolgono i matrimoni è uno squallido cantiere, pieno di baracche per i lavoratori e di macchine per lavori di sterro. Alla fine della breve cerimonia da un megafono si sente l'annuncio «Compagne spose e compagni sposi, tornate ai vostri posti nelle macchine, le nozze sono finite!». Le giovani coppie, tuttavia, ignorano l'ordine e continuano ad abbracciarsi e baciarsi. Ljuba, commossa dalla felicità manifestata dalle nuove coppie, vorrebbe sposarsi anch'essa; ma Nikolaj, un individuo pragmatico, le risponde che per lui «l'amore è un sentimento passeggero», «la vita è una cosa che passa» e in fondo «nessuno ama mai nessuno». Diventa invece sempre più evidente l'affetto, nei confronti di Ljuba, che nasce nel taciturno e generoso Michail, il quale infine confida alla ragazza di volerla sposare.

## Critica
Il film, come peraltro i precedenti della Muratova, ebbe gravi problemi con la censura sovietica: ebbe una scarsissima diffusione in patria e non è stato mai diffuso nelle sale cinematografiche al di fuori dell'Unione Sovietica. In Italia è stato trasmesso da Rai tre nel programma Fuori orario. Cose (mai) viste. Il film è stato giudicato il migliore tra i film della Muratova dalla stessa regista e da numerosi critici, come per es. Zara Abdullaeva.